# Skeleton-Weltcup 2025/26
Der Skeleton-Weltcup 2025/26 (Sponsorenname: BMW IBSF Weltcup 2025/26) ist die höchste, von der International Bobsleigh & Skeleton Federation (IBSF) veranstaltete, internationale Wettkampfserie im Skeleton. Der Weltcup soll am 17. November 2025 in Cortina d’Ampezzo beginnen und am 16. Januar 2026 in Altenberg enden.
In dieser Saison sollen die Rennen des Bob-Weltcups wieder durchgehend an den gleichen Orten als gemeinsame Veranstaltung stattfinden.
Als Höhepunkt der Saison folgen nach Abschluss des Weltcups die Olympischen Winterspiele 2026, bei denen die Bobwettbewerbe in Cortina d’Ampezzo stattfinden sollen.
Titelverteidiger in der Gesamtweltcupwertung sind die Österreicherin Janine Flock und der Brite Matt Weston.

## Wettkampfkalender
| Nr.                                                                         | Datum                              | Land        | Ort               | Bahn                                  | Einzel | Einzel | Mixed |
| Nr.                                                                         | Datum                              | Land        | Ort               | Bahn                                  | M      | F      | Mixed |
| --------------------------------------------------------------------------- | ---------------------------------- | ----------- | ----------------- | ------------------------------------- | ------ | ------ | ----- |
| 1                                                                           | 17.–21. November 2025              | Italien     | Cortina d’Ampezzo | Cortina Sliding Centre                | ●      | ●      | ●     |
| 2                                                                           | 24.–28. November 2025              | Österreich  | Innsbruck-Igls    | Olympia Eiskanal Igls                 | ●      | ●      | ●     |
| 3                                                                           | 8.–12. Dezember 2025               | Norwegen    | Lillehammer       | Lillehammer Olympiske Bob- og Akebane | ●      | ●      | ●     |
| 4                                                                           | 15.–19. Dezember 2025              | Lettland    | Sigulda           | Bob- und Rennschlittenbahn Sigulda    | ●      | ●      |       |
| 5                                                                           | 29. Dezember 2025 – 2. Januar 2026 | Deutschland | Winterberg        | Veltins-Eisarena                      | ●      | ●      | ●     |
| 6/EM                                                                        | 5.–9. Januar 2026                  | Schweiz     | St. Moritz        | Olympia Bob Run St. Moritz–Celerina   | ●      | ●      | ●     |
| 7                                                                           | 12.–16. Januar 2026                | Deutschland | Altenberg         | Rennschlitten- und Bobbahn Altenberg  | ●      | ●      | ●     |
| 6. bis 22. Februar 2026 – Olympische Winterspiele 2026 in Cortina d’Ampezzo |                                    |             |                   |                                       |        |        |       |

Ursprünglich war das Weltcupfinale nach den Olympischen Spielen im März auf der Kunsteisbahn Königssee geplant. Nachdem die Wiedereröffnung der Bahn um ein Jahr verschoben werden musste, entschied die IBSF, den Weltcup abzusagen und nur sieben anstatt der ansonst üblichen acht Weltcups pro Saison zu veranstalten.